# Coelops robinsoni
Coelops robinsoni är en fladdermusart som beskrevs av Bonhote 1908. Coelops robinsoni ingår i släktet Coelops och familjen hästskonäsor (Rhinolophidae). IUCN kategoriserar arten globalt som sårbar.
Inga underarter finns listade i Catalogue of Life. Wilson & Reeder (2005) skiljer mellan två underarter.
- C. r. robinsoni, i skogar på Malackahalvön och på Borneo.[1]
- C. r. hirsutus, på Filippinerna. Den listas av Catalogue of Life och IUCN som god art.[1]

Denna fladdermus blir 35 till 36 mm lång (huvud och bål) och den väger cirka 4 g. Coelops robinsoni har 34 till 36 mm långa underarmar och den saknar svans. Svansflyghuden är därför smal med en V-formig klaff mellan bakbenen under flyget. Hudflikarna på näsan (bladet) är stora och täcker stora delar av ansiktet. Påfallande är även de stora avrundade öronen (12 till 14 mm lång). Pälsfärgen på ovansidan varierar mellan grå och ljusbrun och pälsen är lång samt mjuk. Undersidans päls är allmänt ljusare.
Arten lever främst i ursprungliga skogar i låglandet och den vilar troligtvis i trädens håligheter. Ibland hittas den vid sovplatsen tillsammans med fladdermusen Hipposideros ridleyi. På Borneo sover arten även i grottor. Så vid känd har honor en kull med en unge per år. Ungen diar sin mor en till två månader. Denna fladdermus fångas sällan med slöjnät. Antingen är den sällsynt eller den har särskilt bra rörelseförmåga för att undvika fångstredskapet.